# Huara dolosa
Huara dolosa är en spindelart som beskrevs av Forster och Wilton 1973. Huara dolosa ingår i släktet Huara och familjen Amphinectidae. Inga underarter finns listade i Catalogue of Life.